# Ulf Wakenius

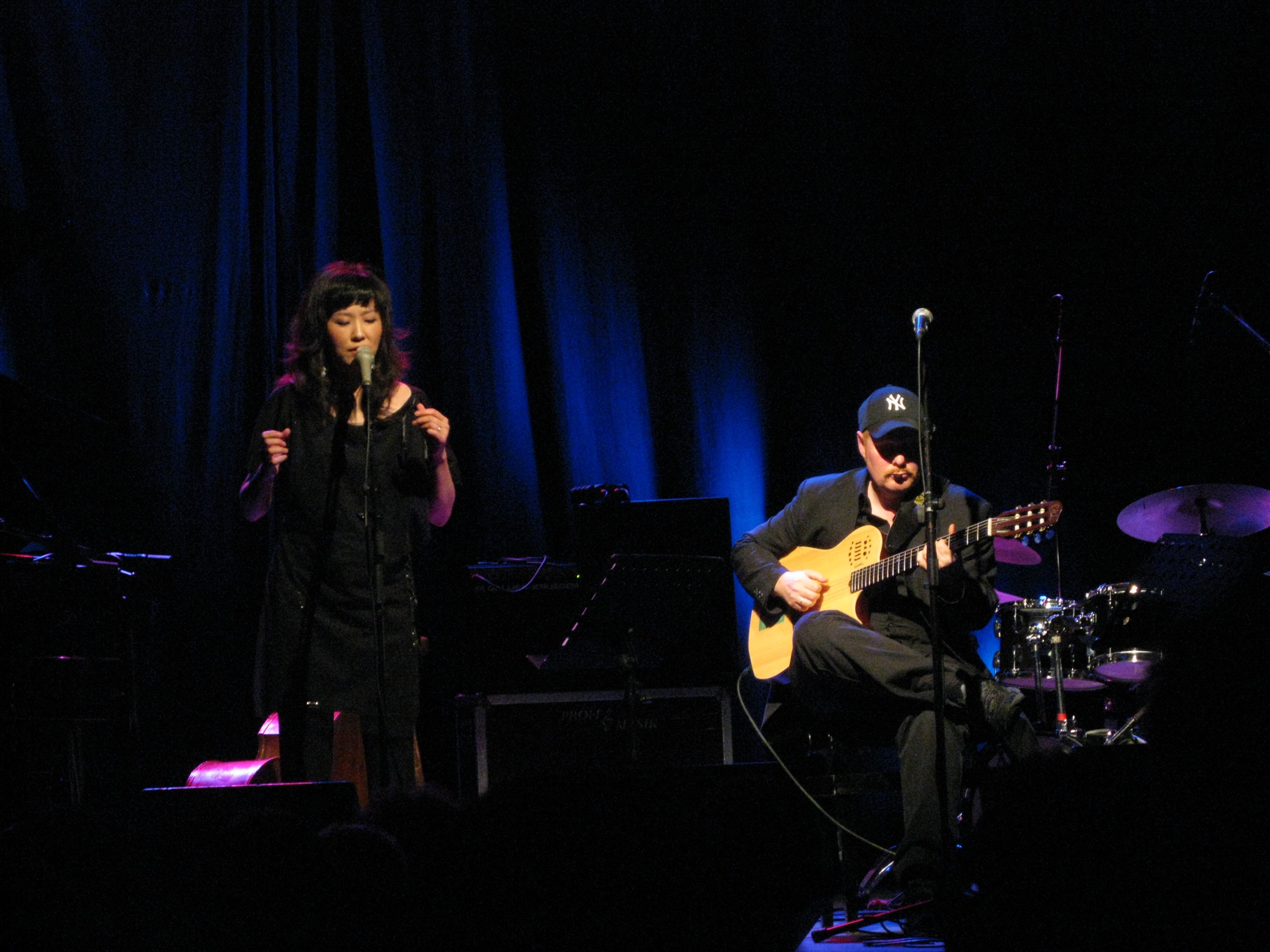
Ulf Wakenius, acompañando a Youn Sun Nah en 2009

Ulf Karl Erik Wakenius (Halmstad, 16 de abril de 1958) es un guitarrista de jazz sueco, conocido como miembro del último cuarteto de Oscar Peterson donde actúa desde 1997. Fue también miembro del trío de Ray Brown. Es igualmente el líder de su propio grupo y ha grabado numerosos álbumes. Ha colaborado con gran cantidad de artistas de jazz de reconocido prestigio.

## Trayectoria profesional
En los años 1980, tocó con Peter Almqvist en el grupo Guitars Unlimited, tocando durante los entreactos del Festival de la Canción de Eurovisión de 1985 ante 600 millones de telespectadores. Varias colaboraciones en Río de Janeiro desembocaron en tres grabaciones con Sivuca: Aquarela Do Brazil (1985), Citas in Rio (1986) y Let's Vamos (1987). Otra colaboración con Niels-Henning Ørsted Pedersen se inició también durante esa década y grabaron Those Who Were (1996) y This Is All I Ask (1998).
Con su propio grupo sacó Venture en 1992, con Jack DeJohnette a la batería, Bill Evans y Bob Berg a los saxos, Randy Brecker a la trompeta, Niels Lan Doky al piano, Chris Minh Doky y Lars Danielsson en el bajo. Este trabajo con músicos estadounidenses continuó en un encuentro en Nueva York en 1994 con Niels Lan Doky al piano, Ira Coleman al bajo y Billy Hart a la batería.
Su álbum Enchanted Moments (1996) está grabado con Lars Jansson al piano, Lars Danielsson al bajo y Raymond Karlsson como batería. En Dig In (1997) tocaba con Gösta Rundqvist al piano, Yasuhito Mori al bajo y Jukkis Uotila a la batería.
Live (2000) y The Guitar Artistry of U.W. (2002), están seguidos por  Forever you (Stunt, 2003), con Carsten Dahl, piano, Morten Lund batería y Lars Danielsson baja, Tokio Blue (2004) con Carsten Dahl piano, Morten Lund batería y Yasuhito Mori baja y Checkin' In (2004).
Grabó Notes from the Heart (2005), un homenaje a Keith Jarrett, con Lund y Johansson. Después Love Is Real (2008), Firma Edición 2 (2010), Vagabond (2012) y Momento Magico (2014).
Wakenius formó el grupo Graffiti con Haakon Graf al piano, a comienzos de los años 1990, y con los miembros del grupo de John Scofield: Dennis Chambers a la batería y Gary Grainger al bajo. Realizaron el álbum Good Groove en 1994. También colaboró en Duke Ellington Swings (Telarc, 1998); y con Oscar Peterson en Summernight in Munich (Telarc, 1999) y Trail of Dreams, este último con la participación de Michel Legrand (2000). Con Ray Brown tocó en Summertime (1998), Seven Steps to Heaven (1999) y Some of My Best Friends Are Guitar Players (2001).
Con Pat Metheny tocó en el festival Jazz Baltica de 2003.
En Noruega, tocó en el álbum Hot Cats (2005) con el Hot Club de Noruega y el Camelia String Quartet. También participó en la grabación de Guitaresque  con Jon Lars, Stian Mevik, Jimmy Rosenberg y otros.  Ha hecho otras colaboraciones con Lisa Nilssons en Små Rum (2001), con Cæcilie Norby en First Conversaciones (2002), y con Viktoria Tolstoy, Esbjörn Svensson y Youn Sun Nah. En 2006 realizó una gira con su espectáculo In the Spirit of Oscar con Kjell Öhman al piano, Hans Backenroth al bajo y Joakim Ekberg a la batería.
En 2016 actuó con Dado Moroni en el Festival de Jazz de San Javier.

## Discografía

### Álbumes solo
- 1985: Aquarela Do Brazil (Sonet Grammofon), con Sivuca
- 1992: Venture (L+R Récords)
- 1992: Back To The Roots (Sonet Grammofon)
- 1994: Nueva York Meeting (Bellaphon Récords)
- 1996: Enchanted Momentos (Verve Récords)
- 1997: Dig In (Sittel Récords)
- 2000: Live (Dragón Récords)
- 2002: The Guitar Artistry of U.W. (Dragón Récords)
- 2003: Forever You (Stunt Récords)
- 2003: First Step (Spice Of Life)
- 2004: Tokio Blue (Spice of Life),[3]
- 2004: Checkin' In (Megaphon Récords)
- 2005: Notas From The Heart (ACT Music), tocando la música de Keith Jarrett
- 2008: Love Is Real (ACT Music)
- 2008: Plays the Music of Esbjorn Svensson (Video Arts)
- 2010: Firma Edición 2 (ACT Music)
- 2012: Vagabond (ACT Music), with Lars Danielsson y Vincent Peirani
- 2014: Momento Magico (ACT Music)[5]

### Colaboraciones
Con Svend Asmussen
- 1986: String Swing (Sonet Grammofon), ofreciendo Ulf Wakenius

Con Sivuca
- 1986: Cita In Rio (Sonet Grammofon)
- 1987: Let's Vamos (Sonet Grammofon)

En Graffiti
- 1994: Good Groove (Lipstick Récords)

Con Niels-Henning Ørsted Pedersen
- 1996: Those Who Were (Polygram Récords)
- 1998: This Is All I Ask (Verve Récords)
- 2007: The Unforgettable NHØP Trío Live (ACT Music)

Con Duke Ellington
- 1998: Duke Ellington Swings (Telarc)

Con Ray Brown
- 1998: Summertime (Telarc)
- 1999: Seven Steps to Heaven (Telarc)
- 2001: Some of My Best Friends Are Guitar Players (Telarc)

Con Oscar Peterson
- 2000: Trail of Dreams (Telarc)

Con Lisa Nilsson
- 2001: Små Rum (Diesel Music)

Con Cæcilie Norby
- 2002: First Conversations (Blue Anota Récords)
- 2004: London/París (Copenhagen Récords)
- 2005: Slow Fruta (Copenhagen Récords)
- 2011: Arabesque (ACT Music)[2]

Con Hot Club de Noruega y the 'Camelia String Quartet'
- 2005: Hot Cats (Hot Club Récords)

Con Viktoria Tolstoy
- 2005: My Swedish Heart (ACT Music)

Con Nils Landgren
- 2006: Christmas Concierto With My Friends (ACT Music), with Viktoria Tolstoy, Jeanette Köhn (en), Lars Danielsson y Bugge Wesseltoft

Con Kjell Öhman
- 2006: In the Spirit of Oscar (Easy Does It)

Con The Hans Ulrik/Steve Swallow/Jonas Johansen Trío
- 2007: Believe In Spring (Stunt Récords), featuring Bobo Stenson y Ulf Wakenius

Con Ida Sand
- 2007: Meet Me Around Midnight (ACT Music)

Con Jan Zehrfelds Panzerballett
- 2008: Starke Stücke (ACT Music)

Con AMC TRÍO (Peter Adamkovič, Martin Marinčák y Stanislav Cvanciger)
- 2008: Soul Of The Mountain (Hevhetia Music)

Con Bugge Wesseltoft
- 2009: The Bugge Wesseltoft Platinum edición (ACT Music)

Con Youn Sun Nah
- 2009: Viaje (ACT Music)
- 2010: Same Girl (ACT Music)
- 2013: Lento (ACT Music)

Con Bengan Jansson y Jan Lundgren
- 2012: Janson/Lundgren/Wakenius (Naxos Récords)